# Wolfgang Uthe
Wolfgang Uthe (* 4. März 1906 in Köln; † 15. März 1964) war ein deutscher Kapitän und Politiker (DP). Er war Mitglied der Bremischen Bürgerschaft.

## Biografie

### Ausbildung und Beruf
Uthe fuhr nach der Schulzeit zur See und erwarb an der  Seefahrtsschule Bremen sein Kapitänspatent. Von 1939 bis 1945 diente er im Zweiten Weltkrieg bei der Kriegsmarine und war bis 1947 in Kriegsgefangenschaft. Danach war er als Seemann und Kapitän in Bremerhaven-Lehe tätig.

### Politik
Uthe war von 1933 bis 1940 Mitglied in der NSDAP (Mitgliedsnummer 3.399.910). 1948 wurde er aufgrund der Weihnachtsamnestie als „nicht betroffen“ entnazifiziert.
Nach Kriegsende schloss er sich der rechtsgerichteten Deutschen Partei (DP) an.
Er war von 1951 bis 1955 für Bremerhaven Abgeordneter in der Bremischen Bürgerschaft.